# ريتوكسيماب
ريتوكسيماب هو جسم مضاد وحيد النسيلة مجانس مضاد للبروتين CD20 الموجود بصورة رئيسية على سطح الخلايا البائية. ريتوكسيماب يدمر الخلايا البائية ولذلك يستخدم في علاج الأمراض التي تتميز بارتفاع عدد الخلايا البائية أو تكون فيها الخلايا البائية مفرطة في الفعالية أو تكون مختلة المفعول، وهذا يشتمل على العديد من الأورام اللمفية وابيضاض الدم ورفض الطعم وأمراض المناعة الذاتية.

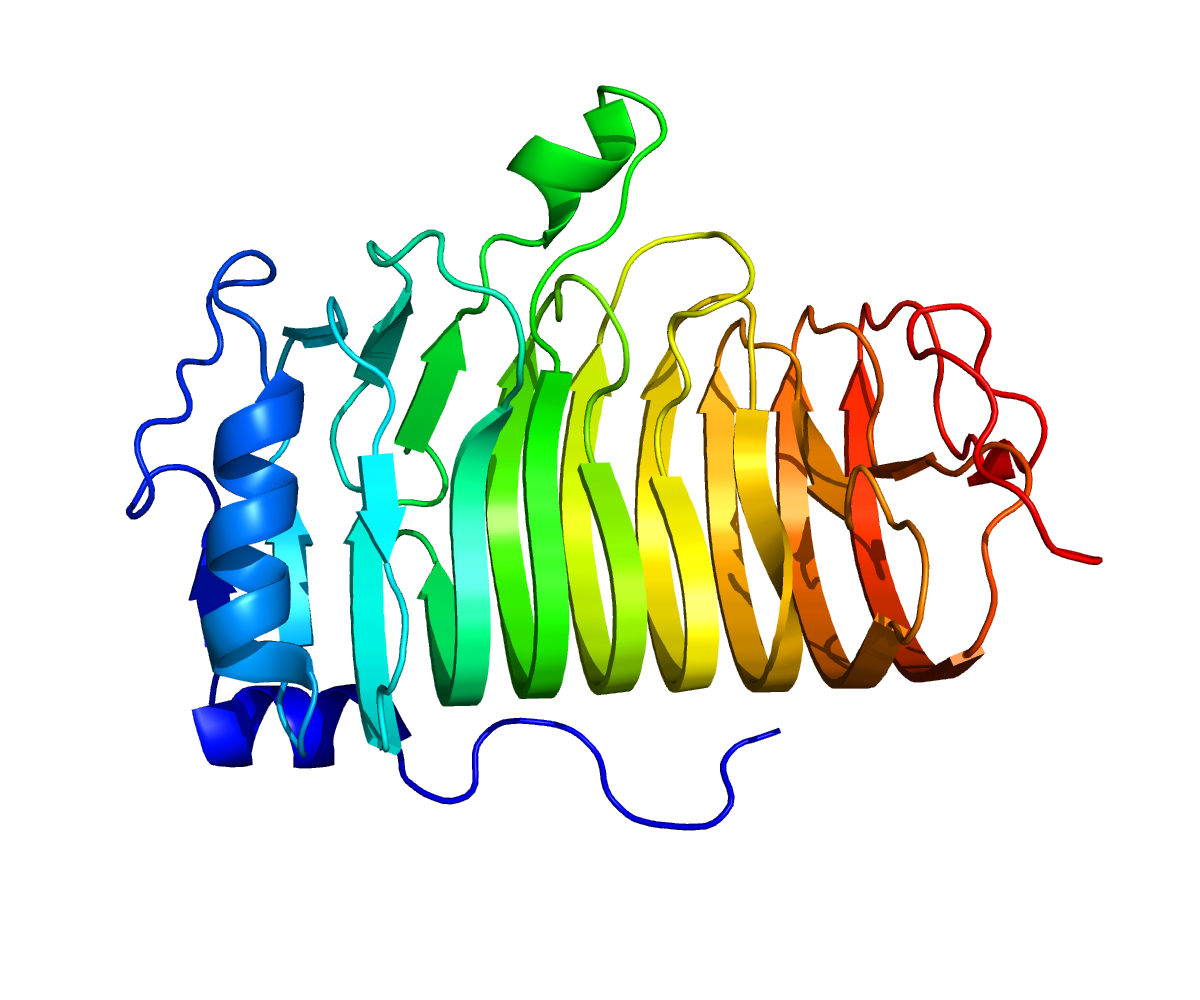
البروتين CD20
(Membrane-spanning 4-domains, subfamily A, member 1)

## تاريخه
كانت بيوجن آيدك أول من طور ريتوكسيمات تحت اسم IDEC-C2B8.
حصل في عام 1997 على موافقة إدارة الغذاء والدواء الأمريكية لعلاج اللمفومة لاهودجكينية المقاومة لأنظمة العلاج الكيميائي الأخرى وبالاستناد على التجارب السريرية.
ريتوكسيماب بإضافته إلى نظام CHOP العلاجي الكيميائي متفوق في المفعول على هذا النظام وحده في علاج لمفومة الخلية البائية الكبيرة المنتشرة ولمفومات الخلية البائية الأخرى. كما حصل في عام 2010 على موافقة المفوضية الأوروبية لاستخدامه في علاج المحافظة بعد العلاج الابتدائي في اللمفومة المسامية.
تسوق بيوجن آيدك وجيننتك ريتوكسيماب في الولايات المتحدة، بينما تسوقه هوفمان-لا روش في كندا والاتحاد الأوروبي وتسوقه في اليابان كلاً من تشوغاي الدوائية وزنياكو كوجيو.

## الاستخدامات
ريتوكسيماب يدمر الخلايا البائية التي تحتوي على البروتين CD20 على سطحها سواء كانت طبيعية أو خبيثة ولذلك يستخدم في علاج الأمراض التي تتميز بارتفاع عدد الخلايا البائية أو تكون فيها الخلايا البائية مفرطة في الفعالية أو تكون مختلة المفعول.

### أورام الدم
يستخدم ريتوكسيماب في علاج أورام كريات الدم البيضاء مثل ابيضاض الدم والورم اللمفي من نوع لمفومة لا هودجكين بالإضافة إلى بعض حالات لمفومة هودجكين ذات الخلية اللمفية السائدة.
بينما فشل ريتوكسيماب في استنزاف الخلايا البائية وخلايا اللازما في الورم النقوي المتعدد حتى بعد أربع دورات من العلاج، وفي بعض الحالات ازدادات الخلايا البائية الحاملة للبروتيم CD20 بعد العلاج بريتوكسيماب.

### أمراض المناعة الذاتية
ثبت من خلال التجارب السريرية أن ريتوكسيماب فعال في علاج التهاب المفاصل الروماتويدي وقد حصل على الموافقة لاستخدامه في علاج المرض الروماتويدي العنيد، وقد حصل على موافقة إدارة الغذاء والدواء الأمريكية عام 2006 لاستخدامه مع ميثوتركسيت لتقليل أعراض وعلامات التهاب المفاصل الروماتويدي الفعال المعتدل إلى الشديد في المرضى البالغين الذين لم يستجيبوا كفاية لواحد أو أكثر من مثبطات عامل نخر الورم ألفا. أما في أوروبا فاستخدامه في تشديد قليل مقارنة بالولايات المتحدة إذ إنه مرخص الاستخدام مع ميثوتركسيت في المرضى المصابين بالتهاب المفاصل الروماتويدي الفعال الشديد الذين لم يستجيبوا كفاية لواحد أو أكثر من مثبطات عامل نخر الورم ألفا.
هناك بعض التجارب السريرية التي تعطي الأدلة على فعالية ريتوكسيمات، ولكن ليس بالضرورة سلامته وأمنه، في مجموعة من أمراض المناعة الذاتية الأخرى، ويستخدم استخداماً غير مصرح به على نطاق واسع لعلاج الحالات الصعبة من مرض التصلب المتعدد والذئبة الحمامية الجهازية وفقر الدم بسبب المناعة الذاتية. إن عدوى اعتلال بيضاء الدماغ متعدد البؤر المتقدم (PML) أخطر الأعراض الجانبية وإن كانت من أندرها، وهو عادة ما يكون قاتلاً ومع ذلك لم يسجل سوى عدد قليل جداً من الحالات المصابة بأمراض المناعة الذاتية.
ومن أمراض المناعة الذاتية الأخرى التي يستخدم ريتوكسيماب لعلاجها تشمل فقر الدم الانحلالي بالمناعة الذاتية وعدم تنسج الكريات الحمراء النقي والفرفرية القليلة الصفيحات المجهولة السبب (ITP) ومتلازمة ايفانز والتهاب الأوعية الدموية (على سبيل المثال حبيبي فيجنر) واضطرابات الجلد الفقاعية (على سبيل المثال الفقاع وشبيه الفقاع ، حيث أن نتائج الشفاء مشجعة جداً إذ تصل إلى 85٪ تقريباً في علاج الفقاع، وفقا لدراسة أجريت عام 2006) وسكري النمط الأول ومتلازمة شوغرن وداء ديفك ومرض العين الدرقي.
نتايج دراسة من النرويج أعلنت في تشرين الأول 2011 تشير إلى أن ريتوكسيماب يمكن أن يساعد المرضى الذين يعانون من متلازمة التعب المزمن، مما يؤدي إلى نظرية تقترح أن متلازمة التعب المزمن مرتبطة بعوامل المناعة الذاتية الأخرى لكن النظرية تتطلب المزيد من البحوث للتحقق من وجود مثل هذه الصلة. انتهت التجربة السريرية وبدأت دراسة جديدة مفتوحة الوصف. كما أن هنالك تجربة سريرية في المرحلة الثالثة حصلت على التمويل الكامل في النرويج. وهناك أيضاً خطط وحملات للمحاولة لإقامة تجارب أصغر في بريطانيا في كلية لندن الجامعية.

### علاج رفض الطعم في حالات رزاعة الأعضاء
ويجري حاليا استخدام ريتوكسيماب بدون تصريح لمنع رفض الطعم عند مرضى زرع الكلية. قد يكون لريتوكسيمات بعض الاستخدام زراعة الأعضاء في حالات عدم توافق أصناف الدم. كما يستخدم ريتوكسيماب بصفته علاجاً ابتدائياً في المرضى الأكثر حساسية الذين يخططون لزرع الكلى. لم تثبت فعالية ريتوكسيماب في هذه الحالات مثل جميع عوامل الاستنزاف الأخرى، كما أنه ممكن أن يتسسب بخطر العدوى.